# الرياض (جريدة)
جريدة الرياض هي صحيفة يومية عربية سعودية تصدر من مؤسسة اليمامة الصحفية. تعتبر أول جريدة يومية تصدر باللغة العربية في عاصمة المملكة العربية السعودية. يرأس تحريرها الأستاذ هاني وفا منذ يوليو 2020م.

## تاريخ الصحيفة وتطورها
تصدر جريدة الرياض باللغة العربية في عاصمة المملكة العربية السعودية وصدر العدد الأول منها بتاريخ 1/1/1385هـ الموافق 1/5/1965م بعدد محدود من الصفحات لتصل حاليا إلى 52 صفحة يومياً منها 32 صفحة ملونة ووصلت بعض أعدادها إلى 180 صفحة وهي الجريدة الأكثر انتشارا من حيث معدلات التوزيع والقراءة والمساحات الإعلانية بالمملكة العربية السعودية، وتضم العديد من الكتاب والمحررين المعروفين وهي أول مطبوعة سعودية تحقق نسبة (100٪) في سعودة وظائف التحرير.
أول تعليق رسمي على صدور الرياض كان لخادم الحرمين الشريفين الملك سلمان بن عبد العزيز عندما كان أميراً لمنطقة الرياض فقال: أنا مسرور جداُ لصدور جريدة الرياض في الرياض.

### مرحلة حي المرقب

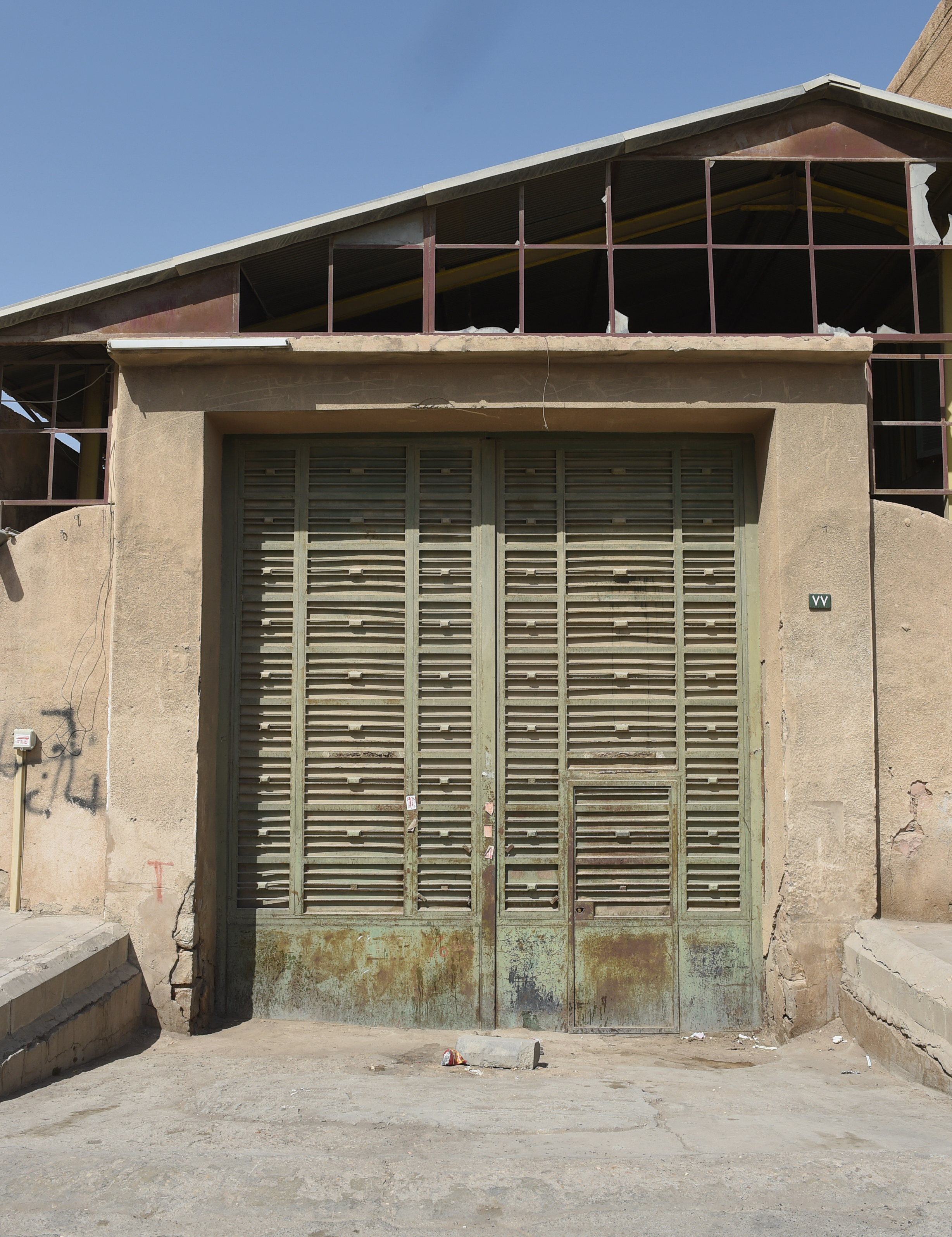
واجهة مبنى جريدة الرياض في حي المرقب

أحتضن هذا الحي - وهو أقدم أحياء مدينة الرياض- المرحلة الأولى لنشأة الجريدة التي صدر العدد الأول منها في شهر محرم لعام 1385 ه الموافق للأول من مايو 1965م واستمر في الصدور لمدة تسع سنوات حتى عام 1394هـ. صدر العدد الأول من مقر متواضع ومستأجر بحي المرقب بالرياض، كان يعمل في الصحيفة محررون لا يتجاوز عددهم عشرة أشخاص، عملوا على إصدار ستة صفحات، استخدمت في طباعتها طريقة أسطر الرصاص (البدائية والوحيدة آنذاك) بلون واحد، وبسعر 4 قروش.

### مرحلة حي الملز
في عام 1394هـ انتقلت إدارة تحرير (الرياض) والمطبعة والعاملين إلى مرحلتها الثانية بحي الملز.. وهناك تحقق لجريدة (الرياض) قفزات جيدة في العمل الصحفي، وتحقق الكثير من طموحاتها، حيث زاد عدد صفحاتها وأدخلت الأوفست والألوان في الطباعة، وتغير مضمونها وشكلها البدائي، وارتفع عدد العاملين فيها من فنيين وإداريين ومحررين. أستمر ذلك حوالي 18 سنة تقريباً، وتفاعل القارئ مع موضوعاتها، ولعل أهم ما يميز هذه هو الالتفات إلى الكاد السعودي، حيث تمت سعودة جهاز التحرير بالكامل. كما أسهمت هذه المرحلة البدايات الأولى في دخول الشباب السعودي للعمل في الأقسام الفنية (الطباعة، الصف، المونتاج، التنفيذ).
في عام 1401 - 1980 افتتح القسم النسائي في جريدة الرياض، ويعتبر أول قسم تحرير نسائي على مستوى الصحافة السعودية وسجلت جريدة (الرياض) السبق في تقديم المرأة السعودية كصحفية وكاتبة ومديرة تحرير ورئيسة للقسم نسائي، وضم القسم تجمع صحفي للكوادر النسائية الصحفية المتميزة في المملكة العربية السعودية.
وقد عُيّنت الدكتورة خيرية السقاف كأول مدير تحرير نسائي غير متفرغ في الجريدة، وعلى مستوى المملكة العربية السعودية كتب اسمها ومنصبها على ترويسة الجريدة الرسمية إلى جانب زملائها من مدراء التحرير ولأول مرة يكتب فيها اسم امرأة على زاوية صحفية.

### مرحلة حي الصحافة

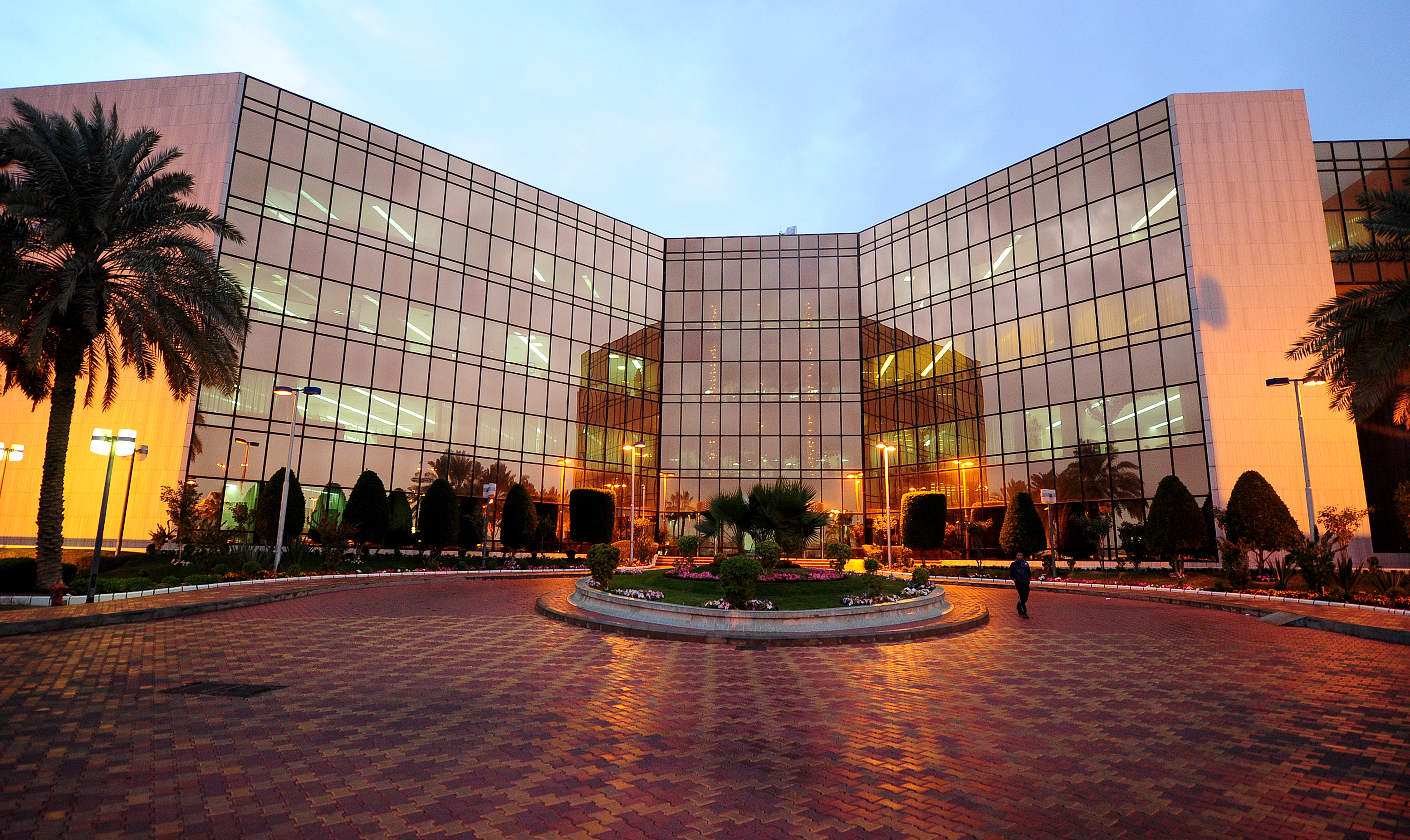
واجهة مبنى مؤسسة اليمامة الصحفية في حي الصحافة (الياسمين سابقاً)

في المرحلة الثالثة من خطوات التطور والارتقاء بالعمل الصحفي اليومي، افتتح خادم الحرمين الشريفين الملك سلمان بن عبد العزيز أمير منطقة الرياض في ذلك الوقت المبنى الجديد لمؤسسة اليمامة الصحفية في حي الصحافة (الياسمين سابقاً) بتاريخ 5/7/1414هـ الموافق 18/12/1993م. تتوفر في المبنى الجديد لمؤسسة اليمامة الصحفية كل مقومات المؤسسات الحضارية ومضمون شكلها بكل ما تعنيه هذه التسمية من شمول. هنا تحقق طموح (الرياض) وقارئها، فمن طباعة بدائية بالرصاص، إلى أحدث تقنيات الطباعة التي تجري في أول عملياتها حتى نهايتها، بأجهزة حديثة، وعبر مراحل طباعية استحدثتها (الرياض) قبل غيرها، ومن طباعة بلون واحد، إلى ذروة تقنيات طباعة الألوان، ومن مبنى صغير مستأجر، إلى إنشاء مقر خاص على مساحة تبلغ نحو 20 ألف متر مربع. هكذا واكبت (الرياض) حركة التطور الطبيعي للصحيفة، حركة التطور الشاملة في الحياة السعودية.

## البوابة الالكترونية
يعد موقع جريدة الرياض أحد أبرز المواقع الإعلامية العربية على شبكة الإنترنت، ويحظى بمعدل زيارات عالية مما يضعه في طليعة المواقع الإلكترونية السعودية، كما يعد موقع الرياض أحد أبرز المواقع التي تحظى بردود تفاعلية كبرى مما يجعله من المواقع التي يمكن من خلالها قياس ردة فعل الشارع السعودي. ويذكر أن الموقع دشن للمرة الأولى في منتصف 1998م.
يُتيح الموقع الإلكتروني لصحيفة الرياض، المجال للزوار الراغبين في التعليق، بحرية هي أكثر بكثير مما يُمنح للكتاب الرسمين في الصحيفة، إذ من الممكن امتناع الكاتب عن ذكر جوانب بعينها، وذالك حتى لايتعرض لمثلاً المسألة في حال تجاوزه للخطوط التي لايسمح بتجاوزها، بينما القارئ والمتابع، سواً ممن هم مسجلين أو من غيرهم، يعلق بجرأه طالما لم يتجاوز حدود الاداب العامة، فقد يكون الموضوع المنشور هو حول مثلاً الخدمات البلدية، والذي تناولها الكاتب بحدود مقننه، الا أن القارئ المعلق، يتطرق الي امور اوسع بكثير مما اورد الكاتب، وهذه خطوة تعتبر مميزه، من جهة أخرى، يعتبر موقع الصحيفة الإلكتروني مرجعاً لمن يرغب في معرفة التوجه العام الشعبي.
وفي عام 2012 منح معهد جائزة الشرق الأوسط صحيفة الرياض جائزة أفضل وسيلة إعلام في إدارة الاتصال المؤسسي والتواصل الإعلامي 

## معلومات عامة
- أول صورة رئيسية تصدرت الصفحة الأولى في العدد الأول من الرياض كانت صورة الملك فيصل في صباه.
- أول حديث صحفي في تاريخ الرياض كان مع خادم الحرمين الشريفين الملك سلمان بن عبد العزيز.
- أول افتتاحية لجريدة الرياض في عددها الأول كتبها الاستاذ ناصر المنقور.
- الرياض أول من ادخل «الكاريكاتير» في الصحافة السعودية بتاريخ 5/4/1385هـ.
- أول صورة ملونة نشرت في الرياض كانت بتاريخ 1 محرم 1401هـ وكانت للمسجد الحرام ولمناسبة القرن الهجري الجديد.
- الرياض أول من عين سيدة في منصب مدير تحرير على مستوى الصحافة العربية والمحلية كما أنها من أعطى للمرأة مجالاً عمليا ملائما في المهنة الصحفية بإنشاء أول قسم صحفي نسائي.
- صفحة المرأة كانت من أوائل الصفحات التي اهتمت بها منذ صدورها وصدرت صفحة المرأة لأول مرة بتاريخ 12 محرم 1385هـ في العدد الثاني عشر وكان عنوانها «حواء الجديدة».
- أصدرت الرياض في سنواتها الأولى نشرة يومية اخبارية باللغة الإنجليزية بعنوان «رياض ديلي» تطورت فيما بعد إلى جريدة يومية متكاملة بنفس الاسم واللغة.
- الرياض أول صحيفة جعلت من «الافتتاحية» زاوية يومية لتواكب الاحداث السياسية أولاً بأول.
- الرياض أول صحيفة احدثت الطبعات المتعددة «الأولى، الثانية، الثالثة» في المملكة. لخدمة التوزيع ومواكبة الأحداث.
- طبع أول عدد من الرياض على مكائن الأوفست بتاريخ 1 محرم 1395هـ. وكان أهم محتوياته حديث لخادم الحرمين الشريفين الملك سلمان بن عبد العزيز خاص بجريدة الرياض.
- أول جريدة أدخلت خدمة «الفاكسميلي» حيث واكبت التجارب الأولى منذ اختراع هذه التقنية المتقدمة للاتصالات لربط جميع مكاتبها في الداخل والخارج بمقر الجريدة.
- أول من أحدث شبكة توزيع برية تجوب أطراف المملكة وتغطي 95% من مدن وقرى وهجر المملكة بالتوزيع المبكر ووصول الجريدة إلى ابعد نقطة توزيع في نفس ساعة صدورها في الرياض.
- أول عدد يوم الجمعة صدر بعد إلغاء جريدة الرياض إجازتها الأسبوعية ومواصلة الصدور طوال أيام الأسبوع وكذلك إجازات الأعياد بتاريخ 1 محرم 1395هـ.
- في عام 1405هـ بدأت جريدة الرياض في إصدار ملحق أسبوعي اقتصادي وفي عام 1410هـ أصبح ملحق الاقتصاد مادة يومية.

## رؤساء تحرير جريدة الرياض
- عمران بن محمد العمران من 17 صفر 1385هـ حتى 11 شوال 1385هـ.
- احمد حمد الهوشان: من 11 شوال 1385هـ حتى 6 رجب 1392هـ.
- تركي بن عبد الله السديري: تولى رئاسة التحرير من 19 ربيع الأول 1394هـ إلى تاريخ 16 شوال عام 1436هـ (1 أغسطس 2015).[9]
- راشد بن فهد الراشد: كلف رئيسا ً للتحرير من 18 رمضان 1436هـ كما عين أحمد الجميعة وسليمان العصيمي نائبان لرئيس التحرير.[10]
- سليمان بن تركي العصيمي: كُلف برئاسة التحرير من 12 ذو القعدة 1436هـ بعد اعتذار راشد بن فهد الراشد عن الاستمرار رئيساً للتحرير نظراً لظروفه الصحية.[11]
- فهد بن راشد العبد الكريم: عين رئيساً للتحرير في 9 محرم 1438هـ وحتى 13 ذو القعدة 1441هـ بعد استقالة سليمان العصيمي ونائب رئيس التحرير أحمد الجميعة، وتم تعيين عادل الحميدان وهاني وفا نائبين لرئيس التحرير.[12]
- هاني بن فريد وفا: كُلف برئاسة التحرير في 14 ذو القعدة 1441هـ.[13]

## كتّاب صحيفة الرياض
شكّلت صحيفة الرياض حضوراً فكرياً متميزاً وذلك من خلال استقطابها لنخبة من الكتاب السعوديين المتميزين فكرياً وثقافياً، ومنهم: عبد الله الحسني، عبدالرحمن السلطان، إبراهيم النحاس، عادل الكلباني، د.علي الخشيبان، أ.د. حمزة الطيار، د. فايز الشهري.

### وصلات خارجية
- بوابة جريدة الرياض الإلكترونية
- الموقع الرسمي